# XXIIIe gouvernement constitutionnel portugais
IIIe République portugaise
XXIIe constitutionnel XXIVe constitutionnel
Le XXIIIe gouvernement constitutionnel (en portugais : XXIII Governo Constitucional) est le gouvernement de la République portugaise entre le 30 mars 2022 et le 2 avril 2024, sous XVe législature de l'Assemblée de la République.
Il est dirigé par le socialiste António Costa et formé après les élections législatives anticipées du 30 janvier 2022. Il se compose de 17 ministres.
Majoritaire à l'Assemblée de la République, il est constitué du seul Parti socialiste.
Il succède au XXIIe gouvernement constitutionnel, composé de manière identique mais minoritaire, et chargé de la gestion des affaires courantes depuis les élections législatives. Il démissionne le 7 décembre 2023, à la suite d'un scandale de corruption impliquant le Premier ministre. Il cède le pouvoir au XXIVe gouvernement constitutionnel, dirigé par Luís Montenegro et constitué d'une coalition minoritaire entre le Parti social-démocrate et le CDS – Parti populaire, à la suite des élections législatives anticipées du 10 mars 2024.

## Historique du mandat
Ce gouvernement est dirigé par le Premier ministre socialiste sortant António Costa. Il sera constitué et soutenu par le Parti socialiste (PS). Seul, il dispose de 120 députés sur 230, soit 52,17 % des sièges de l'Assemblée de la République.
Il est formé à la suite des élections législatives anticipées du 30 janvier 2022.
Il succède donc au XXIIe gouvernement constitutionnel, constitué par le seul PS minoritaire.

### Formation
À la suite du rejet du projet de loi de finances en octobre 2021 par le Parlement, conséquence de la rupture entre le Parti socialiste, le Bloc de gauche et la Coalition démocratique unitaire, des élections législatives anticipées sont convoquées,. Ce scrutin voit la victoire du Parti socialiste, au pouvoir depuis novembre 2015 dans le cadre de gouvernements minoritaires, avec une majorité absolue des sièges, objectif recherché par le Premier ministre sortant.
Le cabinet du Premier ministre annonce le 1er février qu'António Costa souhaite présenter son nouvel exécutif au président de la République Marcelo Rebelo de Sousa dans la semaine qui suit le 20 février. Le chef de l'État fait savoir le lendemain, à l'issue de ses consultations prévues par la Constitution avec les forces politiques parlementaires, qu'il confiera à António Costa la mission de former le XXIIIe gouvernement constitutionnel une fois dépouillés les votes des expatriés. En raison de la majorité absolue remportée par le PS, ces entretiens relevaient cette fois-ci de la pure formalité.
À la suite de l'annulation du scrutin dans la circonscription Europe par le Tribunal constitutionnel le 15 février et de la répétition du scrutin les 12 et 13 mars, la prise de fonction du nouvel exécutif est repoussée au 29 mars au plus tôt, contrairement à ce qu'espérait initialement le président de la République,. Quelques jours après la répétition électorale, António Costa annonce son intention de soumettre sa liste de ministres le 23 mars, Marcelo Rebelo de Sousa ajoutant que leur prise de fonction aurait lieu le 30 mars, au lendemain de l'installation de la nouvelle Assemblée de la République.

### Constitution
La liste des ministres du nouvel exécutif est acceptée par le président de la République puis publiée, comme prévu, dans la soirée du 23 mars, après que le chef de l'État a annulé son audience avec António Costa en raison de la divulgation de cette liste dans la presse.
Avec dix-sept ministres, il compte deux postes ministériels de moins que le XXIIe gouvernement constitutionnel, et plus aucun ministre d'État. Il se compose — en comptant le Premier ministre — de neuf femmes et neuf hommes, et accueille dix nouveaux ministres. Six ministres sortants sont reconduits tandis que celui de la Défense passe au ministère des Affaires étrangères. Les responsabilités du Premier ministre sont étendues à l'ex-ministère de la Modernisation de l'État ainsi qu'aux Affaires européennes, tandis que celles de la ministre de la Présidence comprennent la tutelle du plan de relance post-Covid, que le ministère de l'Économie récupère les compétences de l'ancien ministère de la Mer, et que la ministre de la Cohésion territoriale voit sont champ d'action étendu à l'aménagement du territoire et aux collectivités locales.
Parmi les ministres sortants, outre la sortie déjà actée de la ministre de la Justice et de l'Administration interne Francisca Van Dunem et du chef de la diplomatie Augusto Santos Silva, appelé à présider l'Assemblée de la République, les départs les plus inattendus sont ceux de la ministre de la Modernisation de l'État Alexandra Leitão, évoquée pour le ministère de la Justice et qui a refusé de prendre la tête du groupe parlementaire PS, et du ministre de l'Économie Pedro Siza Vieira. En confirmant le ministre des Infrastructures Pedro Nuno Santos et en appelant au gouvernement Fernando Medina et Ana Catarina Mendes, António Costa intègre au Conseil des ministres l'ensemble de ses successeurs potentiels au secrétariat général du PS.
L'exécutif est assermenté par le chef de l'État le 30 mars au palais national d'Ajuda. Le 8 avril, l'Assemblée de la République vote contre la motion de rejet du programme du gouvernement, déposée par Chega après l'exposé dudit programme par António Costa : seuls les députés de Chega votent en faveur de la motion, tandis que le Parti social-démocrate et l'Initiative libérale s'abstiennent et que le reste des partis s'y oppose.

### Évolution
La ministre de la Santé, Marta Temido, annonce le 30 août 2022 avoir remis sa démission au Premier ministre, alors que les urgences hospitalières traversent une importante crise. Ce dernier indique l'avoir acceptée, et transmise au président de la République, qui fait savoir qu'il en retarde l'officialisation jusqu'à la désignation d'un successeur. Le 9 septembre, Marcelo Rebelo de Sousa révèle qu'António Costa lui a proposé le nom du député européen Manuel Pizarro, issu du noyau dur de la direction du Parti socialiste. Celui-ci est assermenté le lendemain, relevant sa prédécesseure de ses responsabilités ministérielles.
Le ministre des Infrastructures et du Logement, Pedro Nuno Santos, remet sa démission le 29 décembre 2022, quatre jours après les révélations du Correio da Manhã concernant les indemnités de départ versées à Alexandra Reis par la TAP Air Portugal : lors de sa sortie du conseil d'administration, en février 2022, elle avait en effet perçu 500 000 € de la part de la compagnie aérienne. Elle avait ensuite été nommée, en juin, présidente de Navegação Aérea de Portugal, puis secrétaire d'État au Trésor en novembre. António Costa accepte aussitôt la demande de Pedro Nuno Santos. Le 2 janvier 2023, le Premier ministre annonce la nomination du secrétaire d'État à l'Environnement, João Galamba, comme ministre des Infrastructures, et de la secrétaire d'État au Logement, Marina Gonçalves, en qualité de ministre du Logement, tous deux appartenant au « noyau dur » du Parti socialiste. Ils sont assermentés par le président de la République deux jours plus tard.

### Démission et succession

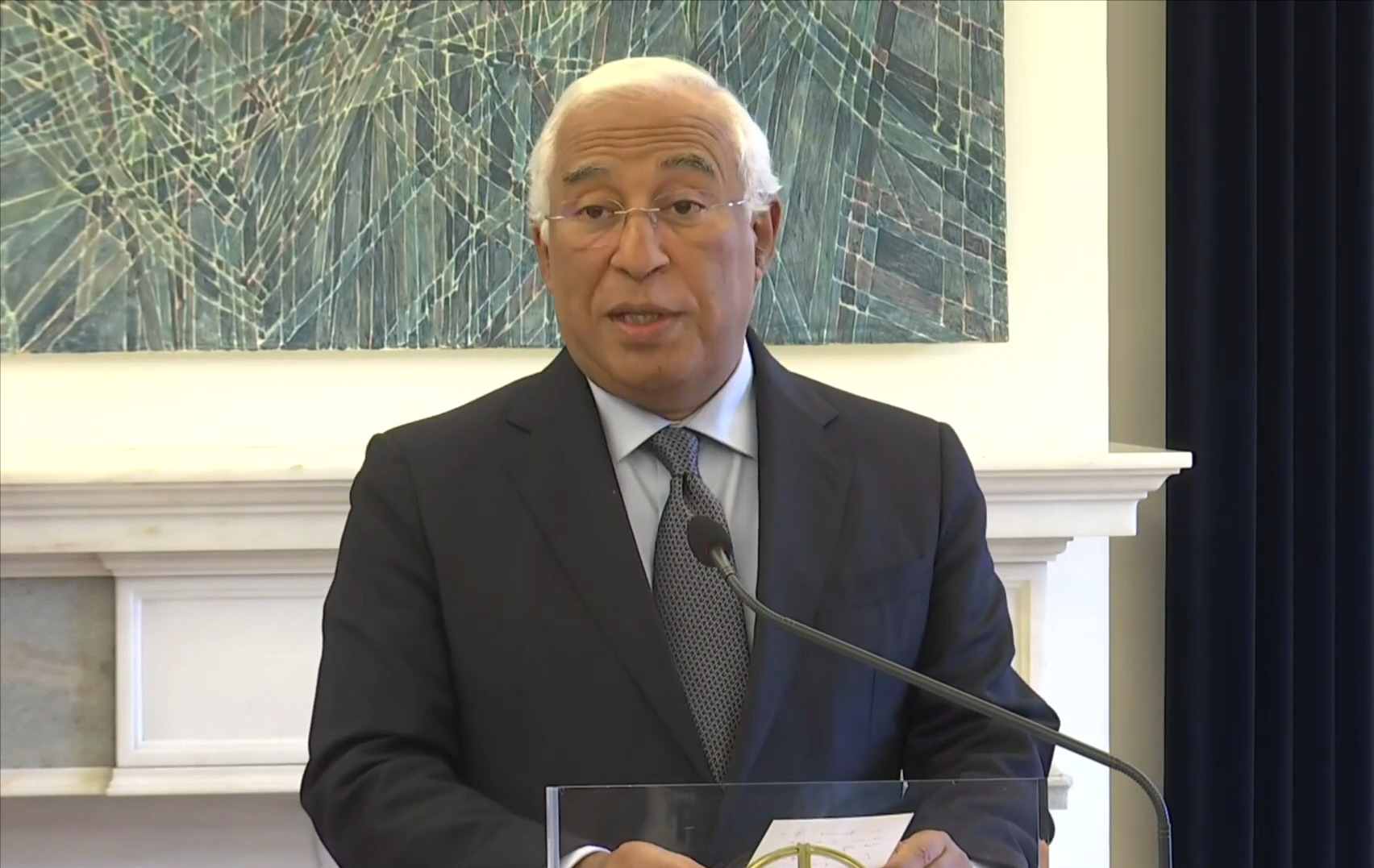
Le Premier ministre António Costa annonce sa démission le 7 novembre 2023.

Le 7 novembre 2023, António Costa remet sa démission au président de la République, Marcelo Rebelo de Sousa. Cette décision intervient quelques heures après que la justice a révélé que son nom est apparu dans une enquête pour corruption, relative à l’attribution de concessions d'exploration de lithium et de production d'hydrogène et dans laquelle son chef de cabinet et le ministre des Infrastructures sont directement mis en cause, et que sa résidence officielle ainsi que plusieurs ministères ont été perquisitionnés.
Le président de la République annonce dans la foulée avoir accepté la démission du Premier ministre, puis convoquer les partis politiques représentés à l'Assemblée de la République ainsi que le Conseil d'État dans les deux jours qui suivent, évoquant ouvertement sa volonté d'organiser des élections législatives anticipées. À l'issue de ces consultations et échanges, Marcelo Rebelo de Sousa annonce effectivement son intention de dissoudre le Parlement et convoquer des élections anticipées le 10 mars 2024. Cette dissolution différée ouvre un débat parmi les spécialistes de droit constitutionnel, puisque la démission du gouvernement, bien que non-publiée au Diário da República, a été acceptée par le président de la République. Cela limite juridiquement les fonctions de l'exécutif à la gestion des affaires courantes et rend caducs tous les projets de loi non-encore adoptés, dont celui relatif au budget,.
Le ministère public reconnaît cependant une erreur de transcription le 12 novembre, impliquant António Costa Silva, le ministre de l'Économie quasi homonyme du Premier ministre,. Cette erreur ne concerne néanmoins qu'une seule écoute parmi la cinquantaine composant le dossier,, menant ainsi le syndicat de la magistrature publique à en dévaloriser l'impact.
La démission du gouvernement est formellement entérinée par Marcelo Rebelo de Sousa le 7 décembre et prend effet le lendemain ; le gouvernement reste néanmoins en fonction afin d'assurer la gestion des affaires courantes.
Lors des élections législatives, la coalition de centre droit Alliance démocratique (AD) vire en tête mais sans majorité absolue, même avec le renfort de l'Initiative libérale (IL). Arrivé deuxième, le Parti socialiste indique pour ne pas vouloir faire obstacle à l'accession de l'AD au pouvoir. Chargé le 20 mars de former le nouvel exécutif, Luís Montenegro présente le XXIVe gouvernement constitutionnel huit jours plus tard. La nouvelle équipe gouvernementale entre en fonction le 2 avril suivant.

## Composition
- Par rapport au XXIIe gouvernement constitutionnel, les nouveaux ministres sont indiqués en gras, ceux ayant changé d'attribution le sont en italique.

| Portefeuille                                                                          | Titulaire | Titulaire                                                                                          | Parti |
| ------------------------------------------------------------------------------------- | --------- | -------------------------------------------------------------------------------------------------- | ----- |
| Premier ministre                                                                      |           | António Costa                                                                                      | PS    |
| Ministre de la Présidence                                                             |           | Mariana Vieira da Silva                                                                            | PS    |
| Ministre des Affaires étrangères                                                      |           | João Gomes Cravinho                                                                                | Sans  |
| Ministre de la Défense nationale                                                      |           | Helena Carreiras                                                                                   | Sans  |
| Ministre de l'Administration interne                                                  |           | José Luís Carneiro                                                                                 | PS    |
| Ministre de la Justice                                                                |           | Catarina Sarmento e Castro                                                                         | Sans  |
| Ministre des Finances                                                                 |           | Fernando Medina                                                                                    | PS    |
| Ministre adjointe et des Affaires parlementaires                                      |           | Ana Catarina Mendes                                                                                | PS    |
| Ministre de l'Économie et de la Mer                                                   |           | António Costa Silva                                                                                | Sans  |
| Ministre de la Culture                                                                |           | Pedro Adão e Silva                                                                                 | Sans  |
| Ministre de la Science, de la Technologie et de l'Enseignement supérieur              |           | Elvira Fortunato                                                                                   | Sans  |
| Ministre de l'Éducation                                                               |           | João Marques da Costa                                                                              | PS    |
| Ministre du Travail, de la Solidarité et de la Sécurité sociale                       |           | Ana Mendes Godinho                                                                                 | PS    |
| Ministre de la Santé                                                                  |           | Marta Temido (jusqu'au 10/09/2022) Manuel Pizarro                                                  | PS    |
| Ministre de l'Environnement et de l'Action climatique                                 |           | Duarte Cordeiro                                                                                    | PS    |
| Ministre des Infrastructures et du Logement Ministre des Infrastructures (04/01/2023) |           | Pedro Nuno Santos (jusqu'au 04/01/2023) João Galamba (jusqu'au 13/11/2023) António Costa (intérim) | PS    |
| Ministre du Logement (04/01/2023)                                                     |           | Marina Gonçalves                                                                                   | PS    |
| Ministre de la Cohésion territoriale                                                  |           | Ana Abrunhosa                                                                                      | Sans  |
| Ministre de l'Agriculture et de l'Alimentation                                        |           | Maria do Céu Antunes                                                                               | PS    |